# Fritillaria conica
Fritillaria conica  ist eine Pflanzenart aus der Gattung der Fritillaria innerhalb der Familie der Liliengewächse (Liliaceae). Sie kommt nur im südwestlichen Griechenland vor und ist ein Endemit des Peloponnes.

## Beschreibung

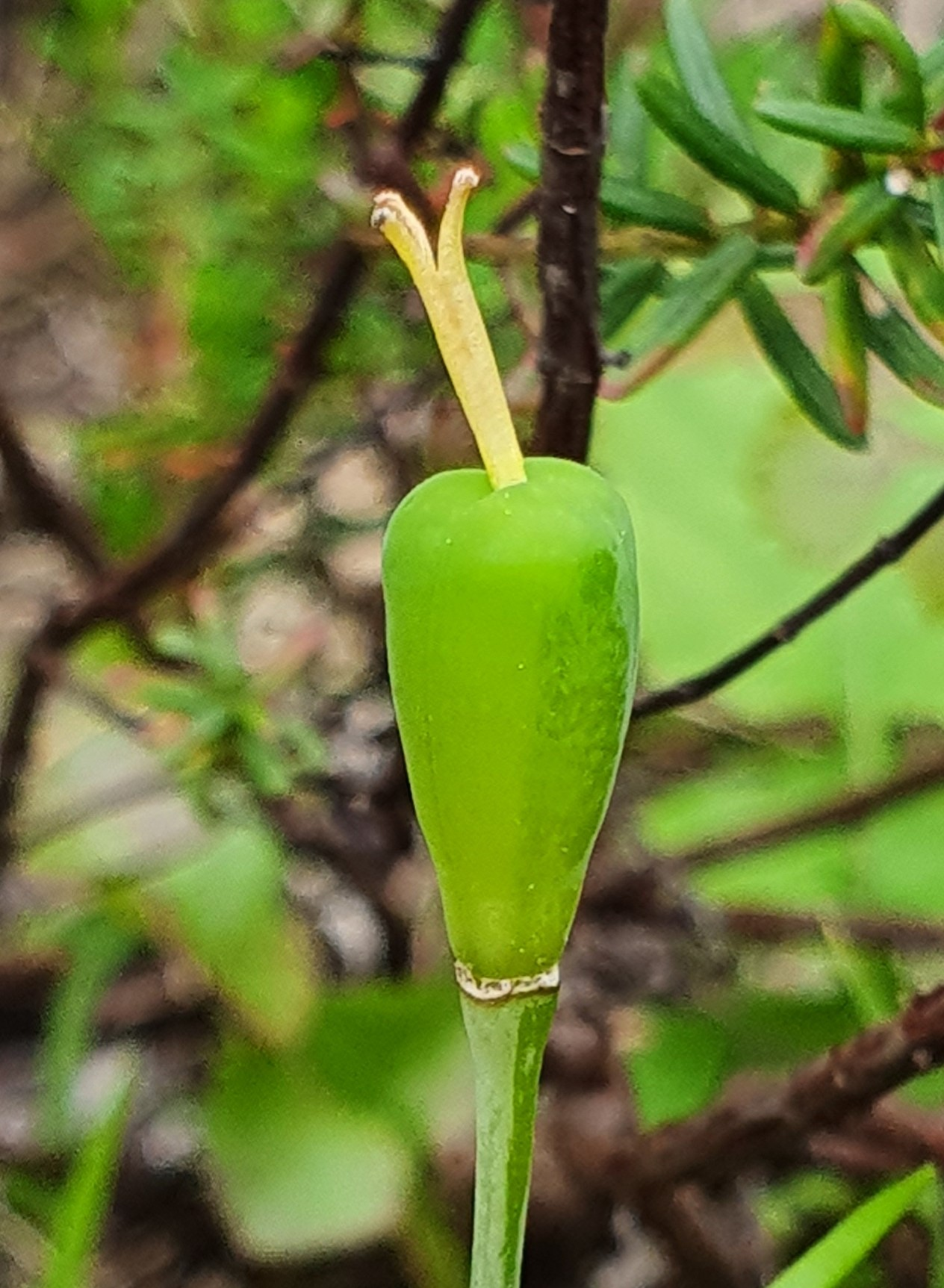
Unreife Kapselfrucht

### Vegetative Merkmale
Fritillaria conica ist eine ausdauernde krautige Pflanze und erreicht Wuchshöhen von 7 bis 35 Zentimetern. Am kahlen Stängel sind fünf bis acht Laubblätter vorhanden. Die grundständigen Laubblätter sind gegenständig, die oberen Laubblätter sind wechselständig. Die Laubblätter sind hell-grün, glänzend und nicht glauk; sie sind lanzettlich bis länglich-lanzettlich.

### Generative Merkmale
Die Blütezeit fällt in die Monate März bis April. Es sind ein oder zwei endständige, nickende Blüten vorhanden. Die zwittrigen Blüten sind dreizählig und glockenförmig. Alle Blütenhüllblätter sind gleich und gelb.
Die ungeflügelte Kapselfrucht ist zylindrisch bis rundlich. Die breit geflügelten Samen gehören zu den breitesten Samen unter den griechischen Fritillaria-Arten.
Der diploide Chromosomensatz beträgt 2n = 24.

## Standortbedingungen
Fritillaria conica ist auf felsigen Kalksteinhängen in Höhenlagen von 350 Metern zusammen mit Quercus coccifera, Pistacia lentiscus und Phlomis fruticosa zu finden.

## Artenschutz
Diese vom Aussterben bedrohte Art hat kleine Populationen, welche sich auf ein geschätztes Gebiet von 400 km² verteilen. Die Populationen decken eine Fläche von nur 12 bis 16 km² ab. Es gibt 2011 nur noch etwa 1175 ausgewachsene Exemplare an den Naturstandorten; eine Zahl, die weiter rückläufig ist. Die Populationen sind jedoch nicht stark fragmentiert und werden an vier verschiedenen Standorten gefunden. Der Arterhalt ist durch Landwirtschaft, Aquakultur, Viehzucht und Ranching bedroht. Die Überweidung stellt eine Herausforderung dar, da die Samenbildung durch die Zerstörung der blühenden Stängel eingeschränkt ist. Fritillaria conica hat auch eine geringe Fähigkeit, sich vegetativ zu vermehren. Es wurden Anstrengungen zur Ex-situ-Erhaltung unternommen, und diese Art ist sowohl durch nationale als auch internationale Rechtsvorschriften geschützt.

## Taxonomie
Die Erstbeschreibung von Fritillaria conica erfolgte 1846 durch Pierre Edmond Boissier in Diagnoses Plantarum Orientalium Novarum. Serie 1, Nummer 7, Seite 105. Der Artepitheton conica leitet sich von der kegelförmigen, konischen Form der Blüten ab.